# 松下曳杖
《松下曳杖》為南宋時期繪畫作品，描繪文人高士在松林中凝神靜聽松風的情景。畫面以雙鉤筆法描繪松竹與人物，筆墨靈動，意境清朗怡人。此幅畫現藏於「歷代名繪」冊中，為其第八幅。舊題北宋畫家許道寧（約11世紀）所作，惟學界普遍認為其風格更接近南宋劉松年畫風，可能為南宋後期受劉氏影響的逸品。

## 作品內容
畫面取景於湖濱之畔，蒼松翠竹盤紆成蔭。畫幅偏右構圖，一位持杖文士由小徑緩步而出，駐足凝神，傾聽風中松籟竹韻。人物衣褶、巾帽帶隨風揚起，松枝、竹葉、草叢皆順風搖曳，展現風之流動與聽之主題。
畫面左下有「道寧」款，與畫幅右側的籤題相符，題為許道寧。然而畫中松竹造型與人物筆法多與南宋劉松年（活動於1174–1224）之風格相仿，故多數研究者推測為南宋後期畫家所作，非許氏親筆原作。

## 藝術特色與主題意涵
全幅筆法嚴密細緻，雙鉤墨筆勾勒松竹與人物，表現風的方向與動勢，細節處處呼應「風」之主題。這種以平面繪畫呈現聽覺意境的創作手法，為南宋畫壇一項創新表現。畫中主題與北宋詩人蘇軾所倡「詩中有畫，畫中有詩」理念互為呼應。
與之風格相近並以「聽松」為主題的作品，尚有馬麟（約1180年－1256年後）所繪的立軸巨作《靜聽松風圖》。此類作品展現南宋時期畫家嘗試突破純視覺藝術侷限，融合詩意與「有聲畫」概念，體現詩畫融合的精神與文人畫發展趨勢。

## 收藏與版本
《松下曳杖》為「歷代名繪」冊中第八幅，目前為公藏品之一。畫幅為水墨設色小品，具高度的藝術與文化研究價值。

## 另見
- 許道寧
- 國立故宮博物院古物列表